# Naglfar
Naglfar é uma banda de black metal melódico da Suécia.

## História
A banda foi formada no norte da Suécia em 1992, sob o nome de Uninterred. Depois a banda mudou o nome para Naglfar e começou a traçar o que se tornou uma carreira cultuada na cena Black Metal mundial, com os álbuns Vittra (1995), Diabolical (1998), Ex Infernis (EP, 2001) e Sheol (2003). Depois de muitas alterações no line-up, agora a banda se estabilizou como Kristoffer Olivius (vocal e baixo), Andreas Nilsson (guitarra), Marcus E. Norman (guitarra) e Mattias Grahn (bateria), e lançaram o álbum Pariah (2005), aclamado pela mídia e pelos fãs como uma verdadeira volta às raízes.

## Membros
- Kristoffer Olivius (vocal e baixo)
- Andreas Nilsson (guitarra)
- Marcus E. Norman (guitarra)
- Mattias Grahn (bateria)

## Discografia

### Álbuns
- Vittra (1995)
- Diabolical (1998)
- Sheol (2003)
- Pariah (2005)
- Harvest (2007)

### EP
- Ex Infernis (2001)